# Amerotyphlops trinitatus
Amerotyphlops trinitatus är en ormart som beskrevs av Richmond 1965. Amerotyphlops trinitatus ingår i släktet Amerotyphlops och familjen maskormar. Inga underarter finns listade i Catalogue of Life.
Denna orm förekommer endemisk i Trinidad och Tobago. Den lever där på kullar som är upp till 300 meter höga. Arten vistas i skogar och parker. Amerotyphlops trinitatus gräver i lövskiktet och i det översta jordlagret. Honor lägger ägg. Individerna är mörkbruna på ovansidan och gula på undersidan.
Beståndet hotas av skogsröjningar. IUCN listar arten som starkt hotad.